# دافيدا وايت
دافيدا وايت (بالإنجليزية: Davida White)‏ هي لاعبة اتحاد الرغبي نيوزيلندية، ولدت في 26 مارس 1967.